# John Thomas Blight

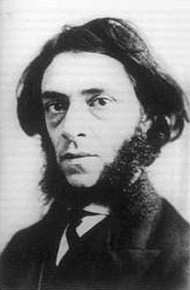
John Thomas Blight (1835–1911)

John Thomas Blight (* 7. Oktober 1835 in Redruth, Cornwall; † 23. Januar 1911 in Bodmin, Cornwall) war ein englischer Schriftsteller, Grafiker und Altertumsforscher.

## Leben und Werk

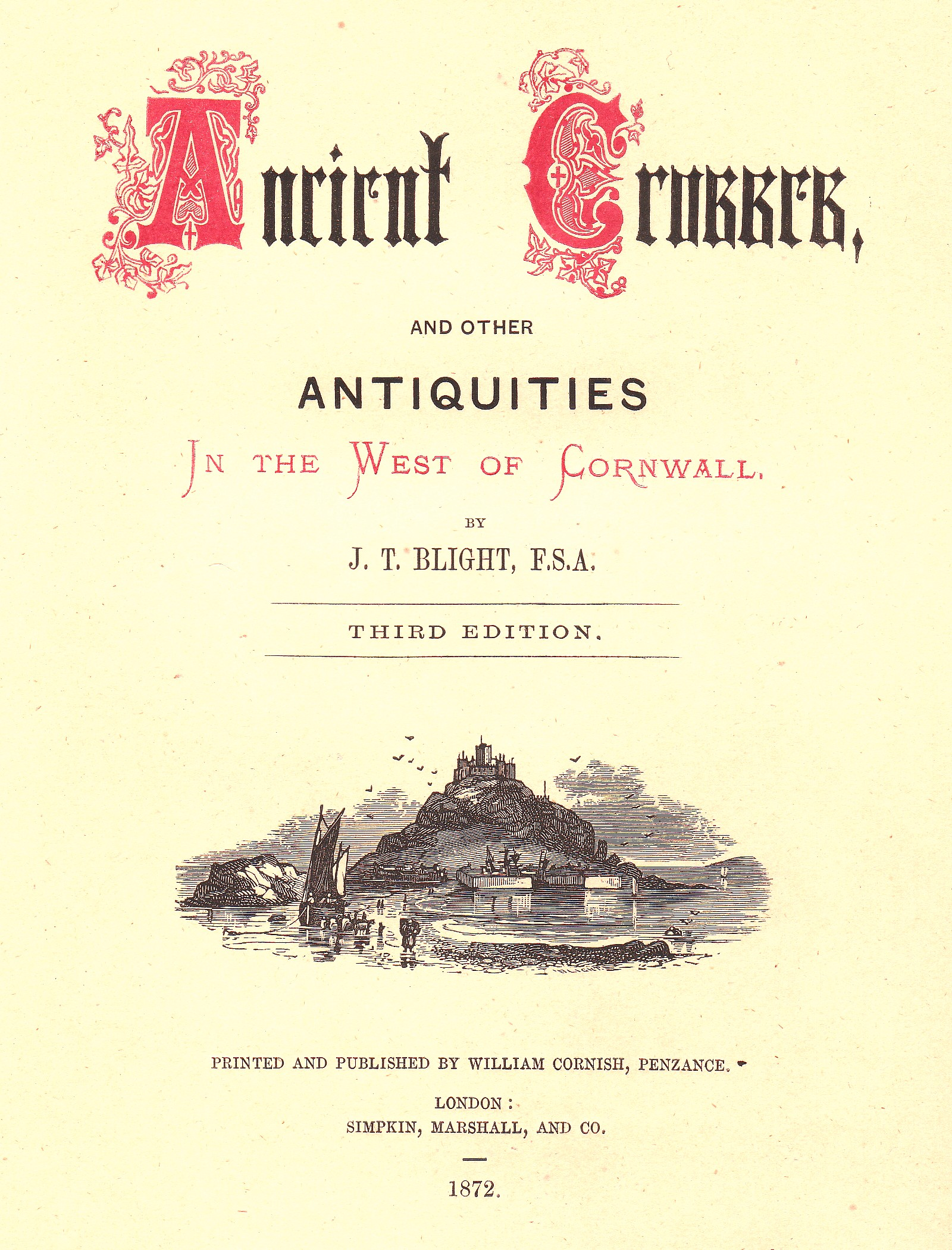
John Thomas Blight: Ancient crosses and other antiquities in the West of Cornwall (1856)

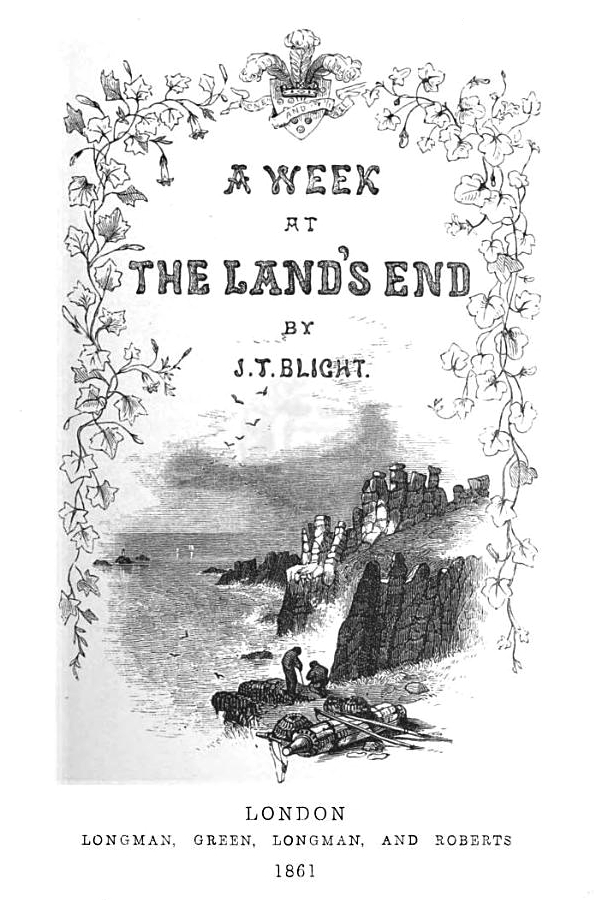
John Thomas Blight: A Week at the Land’s End (1861)

Blight zeigte bereits früh ein außergewöhnliches Talent im Anfertigen von Zeichnungen und Radierungen und verbrachte den größten Teil seiner Jugend mit botanischen und architektonischen Skizzen. Bald wurden Wissenschaftler wie Robert Stephen Hawker auf ihn aufmerksam und ließen von ihm Illustrationen anfertigen. 1856 veröffentlichte er im Alter von 21 Jahren  mit Ancient crosses and other antiquities in the West of Cornwall sein erstes Werk, das bereits zwei Jahre später in einer erweiterten Auflage erschien. 1861 folgte A week at the Land’s End, in dem er die Landschaft und Altertümer Cornwalls stimmungsvoll darstellte.
1863 fertigte Blight Radierungen zum Ausgrabungsbericht der eben erst entdeckten prähistorischen Siedlung Carn Euny an. Er äußerte auch als erster die Vermutung, dass die Menhire und der Lochstein des Mên-an-Tol Reste eines Steinkreises bilden könnten. 1864 verfasste er das Werk Churches of West Cornwall with Notes of Antiquities of the District. In seinen Werken findet man auch Darstellungen bekannter Megalithanlagen, darunter der Lanyon Quoit, der Chûn Quoit und der Steinkreis von Boscawen-ûn.
Blights immense Leistung blieb allerdings fast ausschließlich ohne finanzielle Belohnung, ein Faktor, der eine große Belastung für seine tägliche Existenz darstellte. Daher war er gezwungen, als Führer für die Besucher der lokalen Megalithanlagen und Ausgrabungen sein karges Einkommen aufzubessern. Durch Kontakte mit der Bibliothek in Penzance wurde er mit dem Literaturhistoriker James Orchard Halliwell-Phillipps bekannt. Gemeinsam besuchten sie Wales und Stratford-on-Avon. Von diesen Reisen fertigte Blight zahlreiche Zeichnungen an. Daneben illustrierte er das von Halliwell verfasste Kompendium über das Leben von William Shakespeare, wofür er allerdings nie entlohnt wurde.
1866 wurde er zum Mitglied der Society of Antiquaries of London gewählt. Ein Jahr später und nur zehn Jahre nach seinem literarischen Debüt wurde das Verhalten von Blight zunehmend irrational und er musste in die psychiatrische Klinik von Bodmin eingeliefert werden, wo er den Rest seines Lebens untergebracht blieb. Er starb 1911 im Alter von 75 Jahren.

## Veröffentlichungen
- 1856: Ancient crosses and other antiquities in the West of Cornwall
- 1858: Ancient crosses and other antiquities in the East of Cornwall
- 1861: A week at the Land's End
- 1864: Churches of West Cornwall with Notes of Antiquities of the District

## Illustrationen
- Cornwall’s Dark Age Stone Dwellings and Monuments
- Cornish Witches and Cunning Men
- Cornish Feasts and Folklore
- Cornish Ghosts
- Cornwall’s Holy Wells
- The Halligye Fogue